# 锡雄河
锡雄河（法語：Sichon，法語發音：[siʃɔ̃]）是法国奥弗涅-罗讷-阿尔卑斯大区阿列省的河流，是阿列河的右支流，长41.1千米。